# جک وارنر (بازیگر)
جک وارنر (انگلیسی: Jack Warner; ۲۴ اکتبر ۱۸۹۵ – ۲۴ مهٔ ۱۹۸۱) هنرپیشه اهل انگلستان بود. وی بین سال‌های ۱۹۴۳ تا ۱۹۷۸ میلادی فعالیت می‌کرد.
از فیلم‌ها یا برنامه‌های تلویزیونی که وی در آن نقش داشته‌است می‌توان به قاتلین پیرزن، قلب گرفتار، و تماس اضطراری اشاره کرد.